# ユニキャラプロジェクト
ユニキャラプロジェクトは、ディー・エル・イー（DLE）と広島ホームテレビなどが共同で取り組んでいるキャラクタープロジェクト。

## 概要
DLEが各地で放送しているキャラクターシリーズの一つ。
2010年10月から放送開始されたプロジェクトで、DLEと広島ホームテレビの他に、学研ホールディングス・ソニー・ピクチャーズ エンタテインメントがプロジェクトに参加している。2012年4月から秋田放送（日本テレビ系列）も参加した。
当初は愛媛朝日テレビも参加していたが、2013年に離脱している。広島ホームテレビは2016年に離脱し、秋田放送も2017年に離脱した。
『たまこちゃんとコックボー』シリーズと『ブラッコ』シリーズの2つを、天気予報や番組フィラー（秋田放送ではイベント情報も）として放送されている。
放送区域の広島県・愛媛県（過去）・秋田県以外でも、投稿された動画再生数が14万アクセスを超えるなどしている。
『たまこちゃんとコックボー』は2015年3月28日に実写とアニメを合成した映画が公開された。映画版『たまこちゃんとコックボー』については秋田放送の主導で制作された。

## キャラクター
『たまこちゃんとコックボー』シリーズ
- たまこちゃん
- コックボーさん
- モグP（第4弾で初登場。名前は公募され、第5弾で名前は決定した）（声：廣田あいか）

- 謎のイケメン（声：鈴木達央）

『ブラッコ』シリーズ
- カムチャツカ・プリティ
- チシマ・ポチャッコ
- アラスカ・ビューティ

## 放送シリーズ
- 2010年（平成22年）10月 - 『たまこちゃんとコックボー』（第1弾）
- 2011年（平成23年）2月 - 『貝がらブラッコ』（ブラッコ第1弾）
- 2011年（平成23年）4月 - 『たまこちゃんとコックボー すききらい編』（第2弾）
- 2011年（平成23年）6月 - 『花がらブラッコ』（ブラッコ第2弾）
- 2011年（平成23年）8月 - 『たまこちゃんとコックボー おかたづけ編』（第3弾）
- 2011年（平成23年）10月 - 『きぐるみブラッコ』（ブラッコ第3弾）
- 2012年（平成24年）1月 - 『たまこちゃんとコックボー』（第4弾）
- 2012年（平成24年）3月 - 『貝がらブラッコ 3DCG』（ブラッコ第4弾、第1弾リニューアル）
- 2012年（平成24年）5月 - 『たまこちゃんとコックボー ゆうえんち編』（第5弾）
- 2012年（平成24年）7月 - 『貝がらブラッコAIR』（ブラッコ第5弾）
- 2012年（平成24年）10月 - 『たまこちゃんとコックボー ハイキング編』（第6弾）
- 2013年（平成25年）4月　-　『たまこちゃんとコックボー 食材てんこもり編』（第7弾）

## テレビ以外の展開
『たまこちゃんとコックボー』は、2011年（平成23年）10月より広島の地元スーパーイズミの食育キャンペーンキャラクターに起用されている。その他、広島ガスでもキャラクターとして使われている
『貝がらブラッコ』は、携帯電話のアプリ「貝をやく!!」が配信。これが好評を得て、「貝をやく!!2」が2012年12月28日にリリースされた。「貝をやく!!2」には初音ミクのイラストレーターKEIによる『貝がらブラッコ』の擬人化キャラクター貝がらラコがゲーム内に起用されている。
その他、キャラクターグッズもホームテレビのホームページで販売されている。

## 映画版『たまこちゃんとコックボー』
映画版『たまこちゃんとコックボー』が2015年3月28日に公開された。2015年7月2日にはBlu-ray（PCXG-50110）とDVD（PCBG-52300）が発売された。
配給
DLE
製作
たまこちゃんとコックボー製作委員会
主題歌
私立恵比寿中学「テブラデスキー 〜青春リバティ〜」
監督・脚本
片岡翔
出演者
星野ひよ子：廣田あいか（映画初主演）
磯野優太（幼馴染のイソップ）：阿久圭介
星野小鳥（ひよ子の姉）：椎名琴音
星野雀子（ひよ子の母）：堀内敬子
星野鳥夫（ひよ子の父）：津田寛治
星野ひよ子のクラスメイト：坂井仁香、中里水映
磯野優太の母：河井青葉
劇中に登場するドーナツをイメージした映画『たまこちゃんとコックボー』ドーナツ「チョコ デニッシュ ドーナツ クランチ」「デニッシュ ドーナツ イチゴ」が、たけや製パンによって公開前から発売された。
『テブラデスキー〜青春リバティ〜』ドーナツ盤（7inchレコード、EBI001）が2015年3月28日に東京・HMV record shop 渋谷で先行発売され、同年4月1日に発売された。A面に私立恵比寿中学「テブラデスキー 〜青春リバティ〜」（主題歌）、B面に廣田あいか「たまこちゃんとコックボー 広島大好き編」（挿入歌）が収録されている。